# Franz Schlarmann
Franz Schlarmann (* 24. September 1910 in Ankum; † 9. August 1980 in Wuppertal) war ein deutscher Verwaltungsjurist.

## Biografie
Schlarmann studierte Rechtswissenschaften und promovierte 1935 an der Rechts- und staatswissenschaftlichen Fakultät der Universität Göttingen zum Dr. jur. Er war Soldat im Zweiten Weltkrieg und in sowjetischer Kriegsgefangenschaft bis 1949. Ab 1951 war er beim Kreis Lippstadt tätig und von 1959 bis 1974 Oberkreisdirektor des nordrhein-westfälischen Kreises Lippstadt.

## Ehrungen
- 1976: Verdienstkreuz 1. Klasse der Bundesrepublik
- Benennung des Dr.-Franz-Schlarmann-Hauses der Lebenshilfe für Behinderte Lippstadt e. V.[2]